# Desoria blekeni
Desoria blekeni är en urinsektsart som först beskrevs av Leinaas 1980.  Desoria blekeni ingår i släktet Desoria, och familjen Isotomidae. Arten är reproducerande i Sverige.